# Annelouise V. Jensen
Annelouise Villum Jensen (født 21. november 1996 i Viborg) er en dansk atlet som er medlem af Aarhus 1900. Indtil slutningen af 2008 var hun medlem af Viborg Atletik og Motion, hvorefter hun skiftede til Silkeborg AK 77. Hun er bosat i Viborg. 
Annelouise V. Jensen blev den yngste medaljetager ved et senior-DM i atletik, da hun i 2010 vandt bronze på 200 meter ved DM indendørs i Skive i tiden 26,53. Samme sommer blev hun sølvmedaljevinder ved de dansk mesterskaber på 100 meter i 12,19. efter at have forbedret den danske ungdomsrekord i indledende med 12,16. Hun blev dermed, med sine kun 13 år og 8 måneder, den yngste medaljetager på Store-DM nogensinde, det blev også til sølvmedalje på 200 meter på tiden 25,23.
Ved DM-inde 2012 vandt Annelouise V. Jensen 60 meter med tiden 7,80 sek. efter at have sat personlig rekord i indledende med 7,78. Hun var også med på Aarhus 1000s 4x200 meter hold som vandt i ny dansk rekord 1,41,36. 
Annelouise V. Jensens træner var Erik Barslev. 

## Danske mesterskaber
- Guld 2012 4 x 200 meter inde
- Guld 2012 60 meter-inde
- Bronze 2011 100 meter
- Sølv 2011 200 meter
- Sølv 2010 100 meter
- Sølv 2010 200 meter
- Bronze 2010 200 meter inde

## Personlig rekord
- 100 meter: 12,16 (+0,6) 7. august 2010 Odense Atletikstadion / 12.15w (+2.4)
- 200 meter: 25,03 (-1,1) 11. juli 2011 Ullevi, Gøteborg, Sverige
- 300 meter: 40,89 25. september 2010 Herning
- 400 meter: 59,14 23. juni 2011 Viby Stadion